# Foksingtar
Foksingtar (nep. फोक्सिङटार) – gaun wikas samiti w środkowej części Nepalu w strefie Bagmati w dystrykcie Kavrepalanchok. Według nepalskiego spisu powszechnego z 2001 roku liczył on 334 gospodarstw domowych i 2394 mieszkańców (1226 kobiet i 1168 mężczyzn).